# Astilbe platyphylla
Astilbe platyphylla är en stenbräckeväxtart som beskrevs av Boissieu. Astilbe platyphylla ingår i släktet astilbar, och familjen stenbräckeväxter. Inga underarter finns listade i Catalogue of Life.